# Мид (округ, Кентукки)
Мид (англ. Meade County) — округ в штате Кентукки, США. Официально образован в 1823 году. По состоянию на 2010 год, численность населения составляла 28 602 человека.

## География
По данным Бюро переписи США, общая площадь округа равняется 839,731 км2, из которых 799,042 км2 суша и 40,689 км2 или 4,850 % это водоёмы.

## Население
По данным переписи населения 2000 года в округе проживает 26 349 жителей в составе 9 470 домашних хозяйств и 7 396 семей. Плотность населения составляет 33,00 человек на км2. На территории округа насчитывается 10 293 жилых строений, при плотности застройки около 13,00-ти строений на км2. Расовый состав населения: белые — 92,37 %, афроамериканцы — 4,13 %, коренные американцы (индейцы) — 0,59 %, азиаты — 0,53 %, гавайцы — 0,13 %, представители других рас — 0,83 %, представители двух или более рас — 1,43 %. Испаноязычные составляли 2,15 % населения независимо от расы.
В составе 42,20 % из общего числа домашних хозяйств проживают дети в возрасте до 18 лет, 64,10 % домашних хозяйств представляют собой супружеские пары проживающие вместе, 9,70 % домашних хозяйств представляют собой одиноких женщин без супруга, 21,90 % домашних хозяйств не имеют отношения к семьям, 18,40 % домашних хозяйств состоят из одного человека, 6,50 % домашних хозяйств состоят из престарелых (65 лет и старше), проживающих в одиночестве. Средний размер домашнего хозяйства составляет 2,77 человека, и средний размер семьи 3,15 человека.
Возрастной состав округа: 29,80 % моложе 18 лет, 9,10 % от 18 до 24, 32,70 % от 25 до 44, 20,30 % от 45 до 64 и 20,30 % от 65 и старше. Средний возраст жителя округа 32 лет. На каждые 100 женщин приходится 100,40 мужчин. На каждые 100 женщин старше 18 лет приходится 98,30 мужчин.
Средний доход на домохозяйство в округе составлял 36 966 USD, на семью — 40 592 USD. Среднестатистический заработок мужчины был 30 835 USD против 22 038 USD для женщины. Доход на душу населения составлял 16 000 USD. Около 9,30 % семей и 11,30 % общего населения находились ниже черты бедности, в том числе — 13,80 % молодёжи (тех, кому ещё не исполнилось 18 лет) и 12,30 % тех, кому было уже больше 65 лет.